# Kolonia Karlsbunne

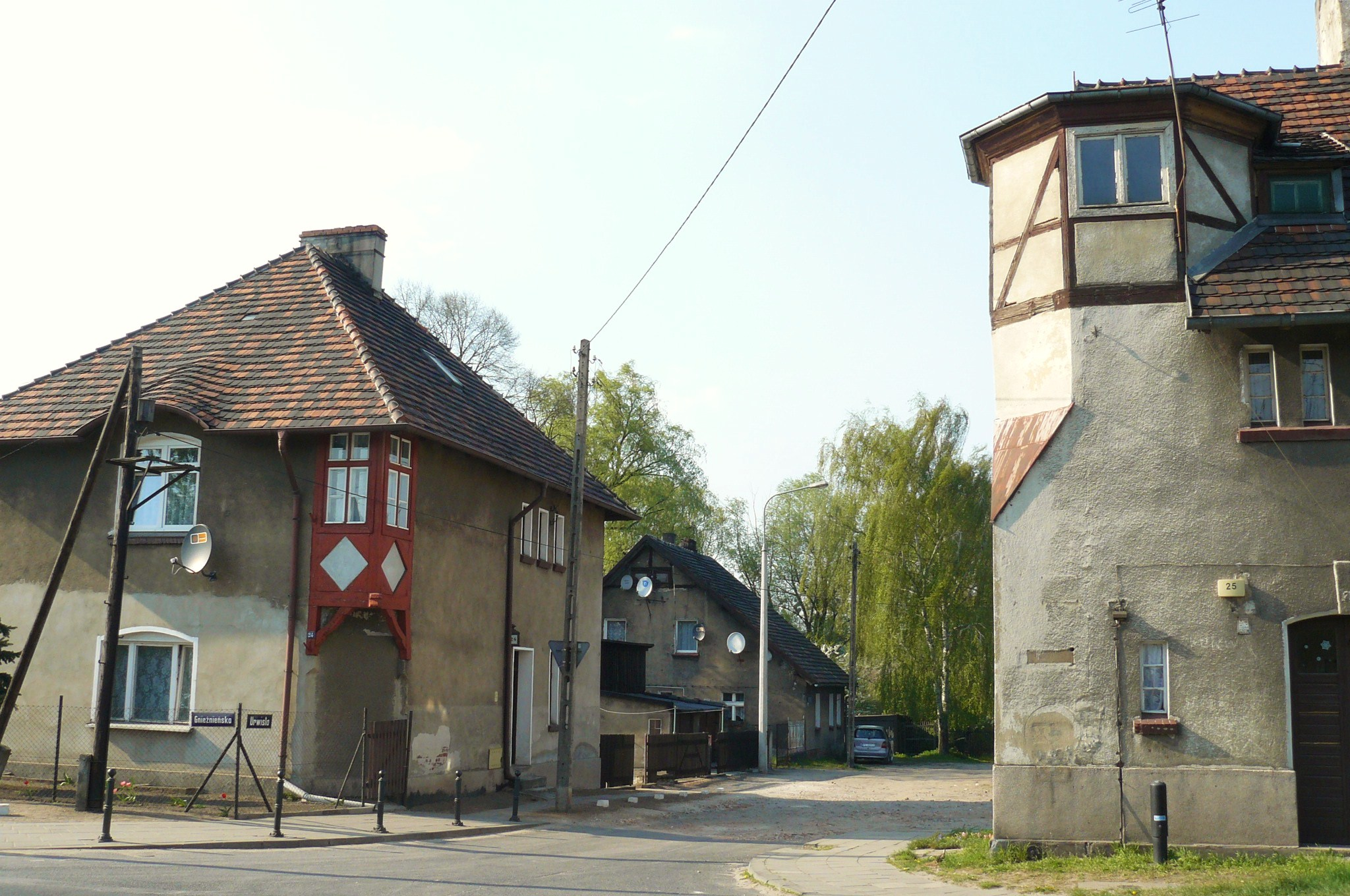
Budynek dla majstrów i wnętrze Kolonii od południa

Kolonia Karlsbunne na Głównej w Poznaniu – niewielkie osiedle mieszkaniowe dla robotników i urzędników, znajdujące się przy ul. Gnieźnieńskiej róg Urwistej w Poznaniu, we wschodniej części Głównej na osiedlu samorządowym Główna.

## Geneza i budowa
Osiedle wzniesiono w 1906 z inicjatywy Deutsche Arbeiter-Wohnungsgenossenschaft (Niemiecka Robotnicza Spółdzielnia Mieszkaniowa), pomiędzy Puderitzstrasse (ul. Pobiedziską, dziś Gnieźnieńską), a rzeką Główną. Składało się z domów typu willowego dla majstrów i urzędników miejskich oraz podłużnego budynku wielorodzinnego wzdłuż ul. Gnieźnieńskiej, przeznaczonego dla robotników. Budowa inspirowana była dążeniem do poprawy warunków bytowych gwałtownie rozwijającej się klasy robotniczej, zamieszkującej poznańskie przedmieścia przemysłowe.
Mieszkania robotników miały z reguły dwa pokoje, kuchnię, ubikację, piwnicę, komorę na strychu i budynek gospodarczy na podwórzu, a także działkę warzywno-owocową. Domy były częściowo tynkowane, z odsłoniętą w niektórych partiach konstrukcją z muru pruskiego. Podłużny budynek oflankowano dwiema wieżyczkami. Całość była kryta dachówką. Na osiedlu funkcjonowała również restauracja.
Nieznany projektant osiedla wzorował się prawdopodobnie na zbliżonych rozwiązaniach wprowadzanych w życie w Essen przez zakłady Kruppa, a także na wytycznych Ministerstwa Budownictwa z Berlina.

## Po roku 1918
W 1919 osiedle zostało zakupione przez Zakłady Cegielskiego. W 1925 mieszkali tu głównie robotnicy i ślusarze z HCP.
Kolonia została poważnie uszkodzona podczas nalotów alianckich na główieńskie zakłady przemysłowe w styczniu i lutym 1945, a potem niedbale odbudowana i niewłaściwie wyremontowana w latach 60. i 70. XX w. W tej formie osiedle istnieje do dzisiaj.

## Komunikacja
Dojazd zapewniają autobusy MPK Poznań – linia 173 do przystanku Urwista.